# Fred Scarlett
Alexander Frederick „Fred“ Yorke Scarlett (* 29. April 1975 in Ashford, Kent) ist ein ehemaliger britischer Ruderer.
Fred Scarlett besuchte die King's School in Canterbury und studierte dann an der Oxford Brookes University. Zweimal gewann er im Boot seiner Universität bei der Henley Royal Regatta. Seine internationale Karriere begann 1997 beim Nations Cup, als er mit dem britischen Vierer ohne Steuermann den fünften Platz belegte. 1998 bildete er zusammen mit Steve Williams einen Zweier ohne Steuermann, bei den Weltmeisterschaften in Köln belegten die beiden den sechsten Platz. 1999 wechselte der 1,96 m große Scarlett in den britischen Achter und gewann bei den Weltmeisterschaften die Silbermedaille hinter dem US-Achter. 2000 siegten beim Weltcup-Auftakt die Kroaten vor den Briten. Beim Weltcup-Finale in Luzern gewannen die Briten, die sich auch bei den Olympischen Spielen 2000 in Sydney die Goldmedaille vor den australischen Gastgebern und den Kroaten sicherten.
Mit dem Olympiasieg endete Fred Scarletts Ruderkarriere. Später arbeitete er in Frankreich bei der Champagner-Firma Krug.